# Аукуба японська
Aucuba japonica, також називається лавр плямистий, лавр японський, аукуба японська або золотий пил, золоте дерево — вічнозелений чагарник 1-1,5 м у висоту. У природних умовах ростуть у Китаї, Кореї та Японії. У регіонах зі сприятливим кліматом аукубу можна побачити в саду. Листя розташовані супротивно, шкірясті, довгасто-овальної форми, блискучі, довжиною до 20 см та 6 см шириною, з округлою або широко-клиноподібною підставою і загостреною верхівкою, темно-зелені в жовту цяточку різної величини. У верхній частині листа часто розташовані 2-4-6 пари шипів. Відноситься до категорії дводомних рослин. Квітки дрібні, діаметром 4-8 мм, з чотирма пелюстками пурпурно-коричневого фарбування. Квітки збираються в групи по 10-30 та формують складні зонтичні суцвіття. Плоди червоного або оранжевого кольору, діаметром до 10 мм.   

## Вирощування та використання
Aucuba japonica привіз в Англію у 1783 році учень Філіпа Міллера Джон Грейфер, спочатку як рослину для теплиці. «Золота рослина» стала популярною у садівників 19 століття. Але всі рослини були жіночого роду, і Роберт Форчун поставив за мету своєї поїздки до Японії у 1861 році знайти чоловічу рослину.   
Ця рослина цінується своєю здатністю добре почуватися в затінку, сухому грунті, забрудненому або сильному повітрі. Нею оформлюють живопліт, а також вирощують у кімнатних умовах. Сьогодні у садових центрах доступні численні сорти аукуби. Найпопулярніший сорт — Variegata, з жовтими плямами на листках. Наступні сорти отримали нагороду Королівського садівничого товариства за садові заслуги: 
- Кротоніфолія [6]
- Золотий король [7]
- Розанні[8]

## Галерея

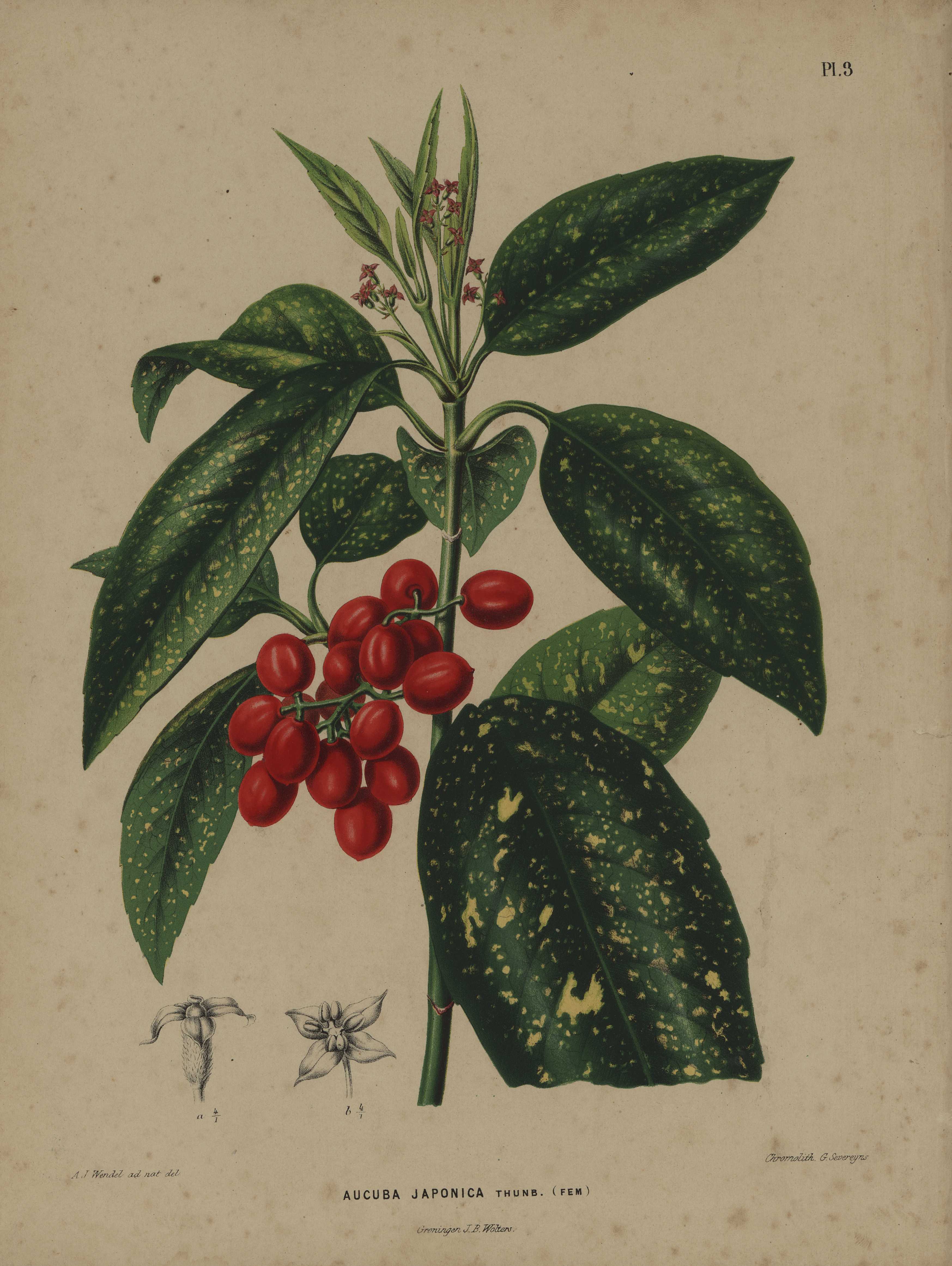
Картина голландського художника Авраама Якобуса Венделя, 1868 рік
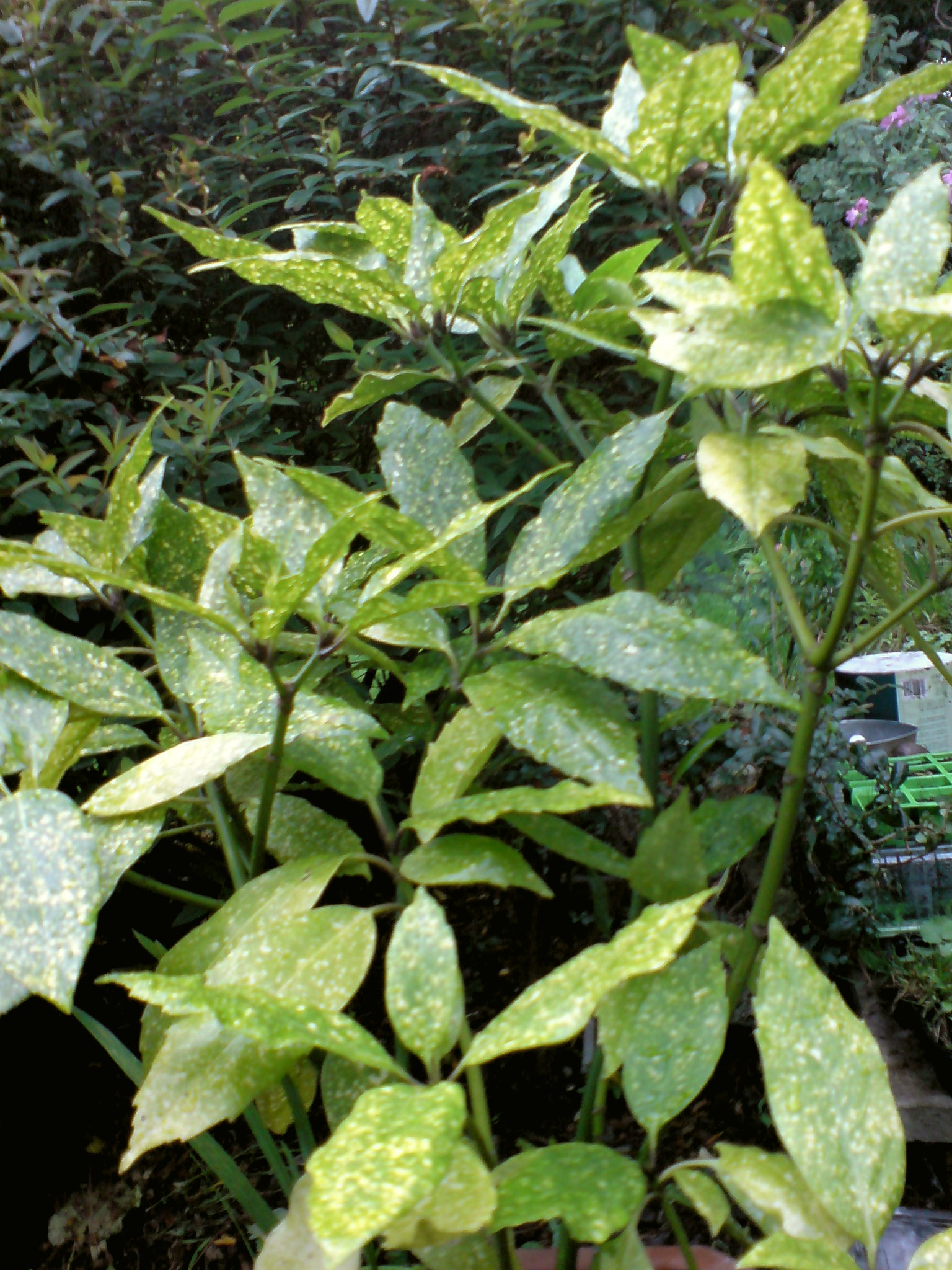
Жіноча рослина, сорт Variegata
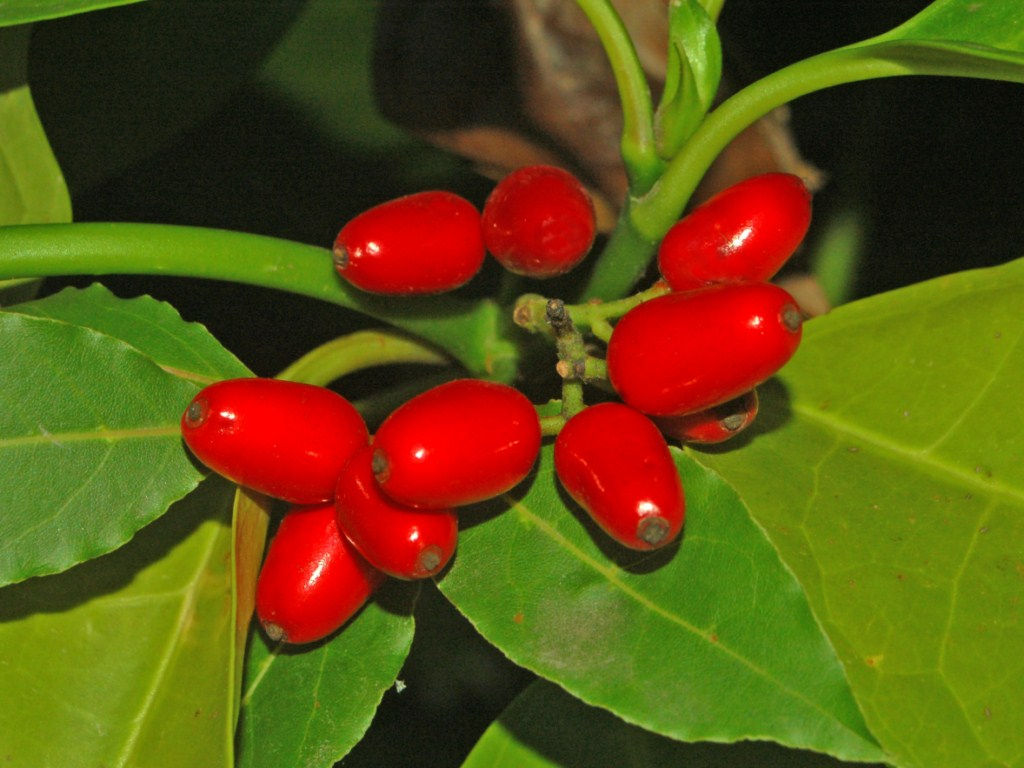
Плоди
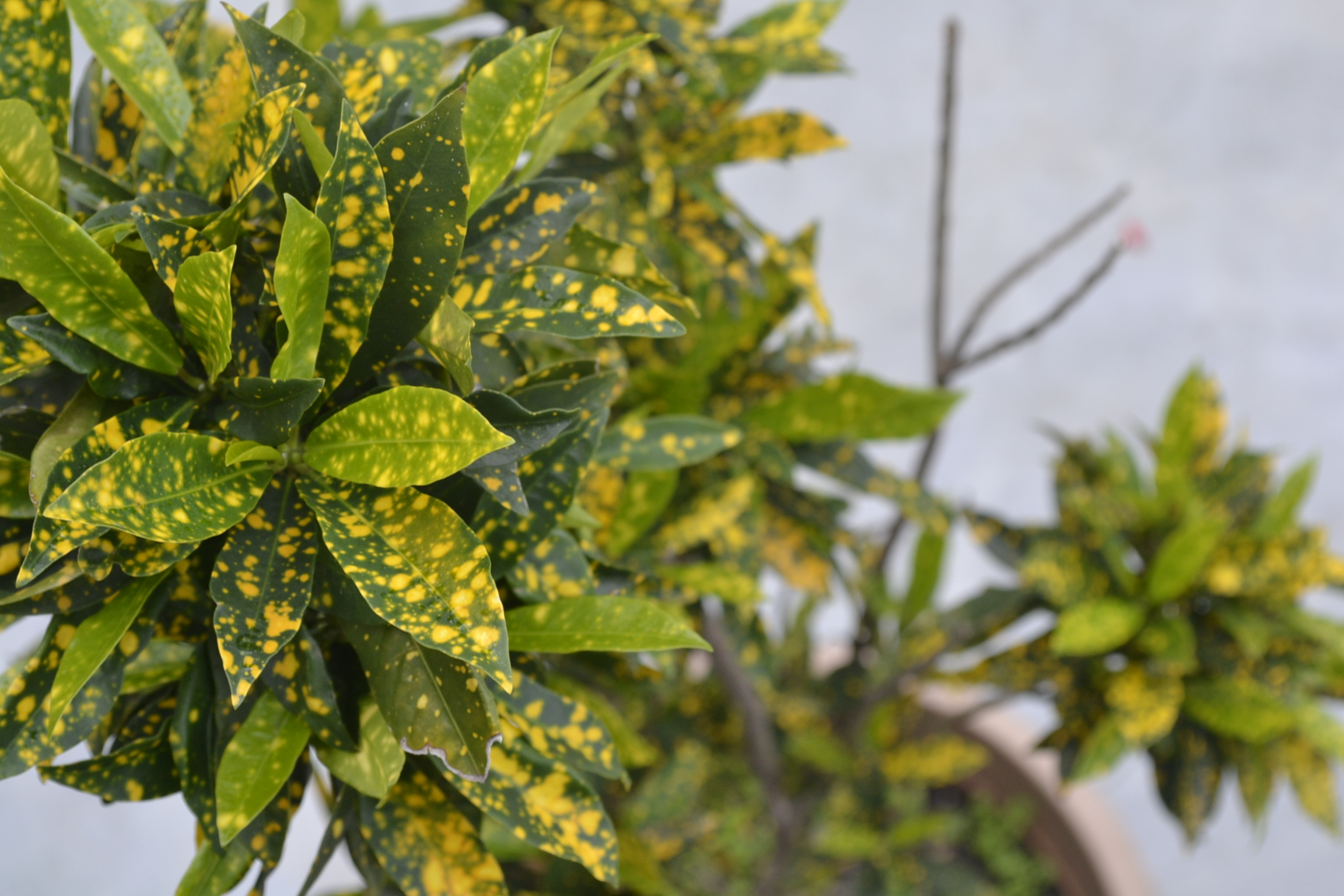
Листя
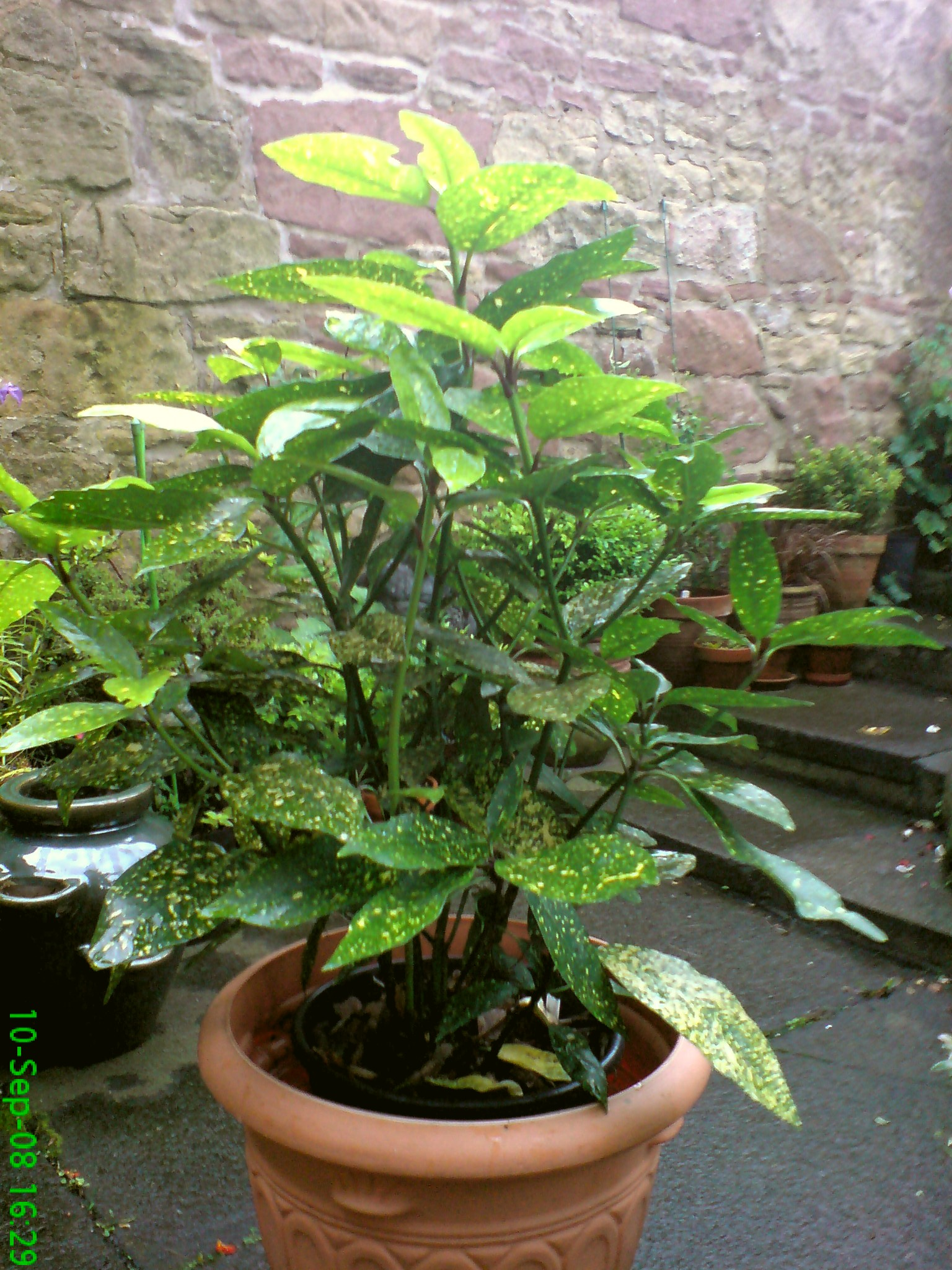
Чоловіча рослина